# Arquebisbat de Toamasina
L'arquebisbat de Toamasina (francès: Archidiocèse de Toamasina, llatí: Archidioecesis Toamasinensis) és una seu metropolitana de l'Església Catòlica a Madagascar. El 2014 tenia 620.022 batejats sobre una població de 1.992.866 habitants. Actualment està regida per l'arquebisbe cardenal Désiré Tsarahazana.

## Territori
La seu arxiepiscopal és la ciutat de Toamasina, on es troba la catedral de Sant Josep.
El territori s'estén sobre 23.690 km², i està dividit en 21 parròquies.

## Història
La prefectura apostòlica de Vatomandry va ser erigida el 18 de juny de 1935 mitjançant la butlla Inter graviores del Papa Pius XI, prenent el territori dels vicariats apostòlics de Fianarantsoa (avui arquebisbat) i de Tananarive (avui arquebisbat d'Antananarivo).
El 25 de maig de 1939, per efecte de la butlla Ut e sacris del Papa Pius XII la prefectura apostòlica va ser elevada al rang de vicariat apostòlic i assumí el nom de vicariat apostòlic de Tamatave.
El 14 de setembre de 1955 el vicariat apostòlic va ser elevat a diòcesi en virtut de la butlla Dum tantis, del mateix Pius XII. Originàriament era sufragània de l'arquebisbat de Tananarive (avui arquebisbat d'Antananarivo).
L'11 de desembre de 1958 passà a formar part de la província eclesiàstica de l'arquebisbat de Antsiranana.
El 9 d'abril de 1968 cedí una part del seu territori a benefici de l'erecció del bisbat de Mananjary.
El 31 de gener de 1990 assumí el nom de diòcesi de Toamasina.
El 26 de febrer de 2010 va ser elevada al rang de arquebisbat metropolitana, mitjançant la butlla Spiritali progressioni del Papa Benet XVI.

## Cronologia episcopal
- Alain-Sébastien Le Breton, S.M.M. † (8 d'octubre de 1935 - 15 de març de 1957 renuncià)
- Jules-Joseph Puset, P.S.S. † (14 de novembre de 1957 - 25 de març de 1972 renuncià)
- Jérôme Razafindrazaka † (25 de març de 1972 - 15 de maig de 1989 jubilat)
- René Joseph Rakotondrabé † (15 de maig de 1989 - 24 de novembre de 2008 jubilat)
- Désiré Tsarahazana, des del 24 de novembre de 2008

## Estadístiques
A finals del 2014, l'arxidiòcesi tenia 620.022 batejats sobre una població de 1.992.866 persones, equivalent al 31,1% del total.
| any  | població | població  | població | sacerdots | sacerdots       | sacerdots       | sacerdots             | diaques | religiosos | religiosos | parròquies |
| ---- | -------- | --------- | -------- | --------- | --------------- | --------------- | --------------------- | ------- | ---------- | ---------- | ---------- |
| any  | batejats | total     | %        | total     | clergat secular | clergat regular | batejats por sacerdot | diaques | homes      | dones      |            |
| 1950 | 41.849   | 371.500   | 11,3     | 36        |                 | 36              | 1.162                 |         | 62         | 37         | 2          |
| 1970 | 74.009   | 480.169   | 15,4     | 55        | 4               | 51              | 1.345                 |         | 59         | 65         | 6          |
| 1980 | 88.237   | 565.000   | 15,6     | 39        | 7               | 32              | 2.262                 |         | 53         | 41         | 7          |
| 1990 | 84.240   | 622.517   | 13,5     | 43        | 8               | 35              | 1.959                 |         | 55         | 87         | 14         |
| 1999 | 299.000  | 1.300.000 | 23,0     | 29        | 5               | 24              | 10.310                |         | 44         | 57         | 22         |
| 2000 | 304.980  | 1.326.000 | 23,0     | 41        | 9               | 32              | 7.438                 |         | 42         | 57         | 22         |
| 2001 | 450.000  | 1.620.000 | 27,8     | 54        | 13              | 41              | 8.333                 |         | 63         | 57         | 23         |
| 2002 | 500.000  | 1.730.000 | 28,9     | 40        | 14              | 26              | 12.500                |         | 50         | 60         | 20         |
| 2003 | 520.000  | 1.740.000 | 29,9     | 53        | 14              | 39              | 9.811                 |         | 60         | 59         | 23         |
| 2004 | 600.000  | 1.800.000 | 33,3     | 46        | 14              | 32              | 13.043                |         | 65         | 60         | 23         |
| 2010 | 616.984  | 1.973.089 | 31,3     | 47        | 20              | 27              | 13.127                |         | 68         | 92         | 19         |
| 2014 | 620.022  | 1.992.866 | 31,1     | 59        | 22              | 37              | 10.508                |         | 82         | 103        | 21         |